# Ascorhynchus petilus
Ascorhynchus petilus là một loài nhện biển trong họ Ascorhynchidae. Loài này thuộc chi Ascorhynchus. Ascorhynchus petilus được miêu tả khoa học năm 1996 bởi Child.